# Autostrada Torino–Ivrea–Valle d'Aosta
 (août 2023).
La mise en forme du texte ne suit pas les recommandations de Wikipédia : il faut le « wikifier ».
Les points d'amélioration suivants sont les cas les plus fréquents. Le détail des points à revoir est peut-être précisé sur la page de discussion.
- Les titres sont pré-formatés par le logiciel. Ils ne sont ni en capitales, ni en gras.
- Le texte ne doit pas être écrit en capitales (les noms de famille non plus), ni en gras, ni en italique, ni en « petit »…
- Le gras n'est utilisé que pour surligner le titre de l'article dans l'introduction, une seule fois.
- L'italique est rarement utilisé : mots en langue étrangère, titres d'œuvres, noms de bateaux, etc.
- Les citations ne sont pas en italique mais en corps de texte normal. Elles sont entourées par des guillemets français : « et ».
- Les listes à puces sont à éviter, des paragraphes rédigés étant largement préférés. Les tableaux sont à réserver à la présentation de données structurées (résultats, etc.).
- Les appels de note de bas de page (petits chiffres en exposant, introduits par l'outil «  Source ») sont à placer entre la fin de phrase et le point final[comme ça].
- Les liens internes (vers d'autres articles de Wikipédia) sont à choisir avec parcimonie. Créez des liens vers des articles approfondissant le sujet. Les termes génériques sans rapport avec le sujet sont à éviter, ainsi que les répétitions de liens vers un même terme.
- Les liens externes sont à placer uniquement dans une section « Liens externes », à la fin de l'article. Ces liens sont à choisir avec parcimonie suivant les règles définies. Si un lien sert de source à l'article, son insertion dans le texte est à faire par les notes de bas de page.
- La présentation des références doit suivre les conventions bibliographiques. Il est recommandé d'utiliser les modèles {{Ouvrage}}, {{Chapitre}}, {{Article}}, {{Lien web}} et/ou {{Bibliographie}}. Le mode d'édition visuel peut mettre en forme automatiquement les références.
- Insérer une infobox (cadre d'informations à droite) n'est pas obligatoire pour parachever la mise en page.

Pour une aide détaillée, merci de consulter Aide:Wikification.
Si vous pensez que ces points ont été résolus, vous pouvez retirer ce bandeau et améliorer la mise en forme d'un autre article.
La société ATIVA S.p.A. acronyme d'Autostrada Torino–Ivrea–Valle d'Aosta, est une société italienne concessionnaire de l'ANAS pour la construction et l'exploitation de plusieurs tronçons autoroutiers pour un total de 218 km :
- Autoroute A5 Turin - Ivrée - Quincinetto : 51 km
- Autoroute A4-A5 raccordement Ivrée - Santhià : 24 km
- Autoroute A55 Tangenziali de Turin Nord & Sud : 56 km
- Autoroute A55 Dir. Turin - Pinerolo : 25 km.

## Histoire
La société ATIVA S.p.A. a été fondée en 1954 par la volonté de la Province de Turin, de la Municipalité de Turin et de quelques entités privées pour la construction et l'exploitation de l'autoroute A5 : Turin - Ivrea - Quincinetto et sa bretelle de raccordement avec l'autoroute A4 Turin-Milan-Venise-Trieste.
La société est devenue, ensuite, concessionnaire de 
- l'autoroute A55 Tangenziali Nord et Sud de Turin de 56 km, ouverte entièrement en 1976,
- embranchement sur l'A55 de Turin à Pinerolo de 25 km, ouverte en 1992.

Dans les années 1990, pour satisfaire aux règles de la Commission Européenne, l'Italie a privatisé les sociétés publiques. Le capital de la société ATIVA S.p.A., détenu très  majoritairement par les collectivités locales de Turin (Province et Municipalité) a été cédé à 72,34 % à la société ASTM du Groupe Gavio.